# 171588 Náprstek
171588 Náprstek è un asteroide della fascia principale. Scoperto nel 1999, presenta un'orbita caratterizzata da un semiasse maggiore pari a 2,4664188 UA e da un'eccentricità di 0,2017283, inclinata di 2,42653° rispetto all'eclittica.